# 第14集団軍
第14集団軍（第14集团军）とは、中国人民解放軍陸軍の軍級部隊。乙類集団軍。成都軍区に所属する。伝統的に熱帯の山岳戦・ジャングル戦を専門とする。

## 歴史
第14集団軍の前身は、日中戦争勃発後、山西で創設された山西新軍である。山西陥落後、当部隊は、八路軍太岳軍区に編入され、彭徳懐の指揮の下、百団大戦に参加した。
国共内戦中、晋冀魯豫軍区第4縦隊に編入された。淮海戦役後、第4縦隊の第11旅、第22旅と国軍起義部隊から第14軍が編成され、李成芳将軍が軍長に任命された。第14軍は、第4兵団の編成下で、渡江戦役に参加し、雲南まで進撃した。
1950年代、西南部に駐屯。1960年～1970年代のベトナム戦争時、ベトナムへの援助ルートである鉄道と道路の警備に就き、また、2個団を派遣してベトナム国内の破壊された橋梁や道路の修復に当たった。
第14軍は、1984年の中越国境紛争の両山戦役に参加した。4月28日、配下の第40師と第49師は、老山と者陰山を各々攻撃した。老山を巡る戦闘がベトナム軍の逆襲によりシーソーゲームと化したのに対し、廖錫龍指揮下の第49師は、総攻撃の時間を遅らせて迂回を実施し、過少の損害で者陰山の奪取に成功した。この活躍により、廖錫龍は、中国の「84年十大風雲人物」に選ばれ、後に第14軍軍長、成都軍区の副司令員、司令員に栄達した。
7月12日、ベトナム軍は、6個連隊（第313師団の2個連隊、第316師団の1個連隊、第312師団の1個連隊、第345師団の1個連隊、1個特工連隊）を集めて、第40師の団の1つに対して攻撃を開始したが、中国軍は徹底した砲撃によりベトナム軍を撃退した。両山戦役後、第14軍は、「叢林猛虎」の称号を得た。
1980年代の軍縮中、昆明軍区が廃止され、第14軍は成都軍区に配属された。1990年代、乙類集団軍に編入された。

## 編制
軍部（司令部）は、雲南省昆明市にあるとされている。
- 第40歩兵師団（雲南省開遠）
- 第31自動車化歩兵師団（雲南省大理） - 元第31師団
- 第4砲兵旅団（77233部隊）（雲南省昆明）
- 第18装甲旅団（77223部隊）（雲南省昆明徐家渡）
- 高射砲旅団

## 歴代軍長
| 職名 | 氏名 | 階級 | 在任期間 | 出身校 | 前職 |
| ---- | ---- | ---- | -------- | ------ | ---- |
| 軍長 |      |      |          |        |      |

| 職名     | 氏名   | 階級 | 在任期間 | 出身校 | 前職 |
| -------- | ------ | ---- | -------- | ------ | ---- |
| 政治委員 | 朱漢賓 | 少将 |          |        |      |